# Коольс, Эжен
Эжен Коольс (фр. Eugène Cools; 27 марта 1877, Париж — 5 августа 1936, Л’Иль-Адам) — французский композитор, музыкальный критик и редактор бельгийского происхождения.
Окончил Парижскую консерваторию, ученик Габриэля Форе, Шарля Видора и Андре Жедальжа. В 1907—1923 гг. был ассистентом Жедальжа в консерваторском классе контрапункта и фуги, с 1919 г. преподавал в Нормальной школе музыки. У Коольса учились Люсьен Дюрозуар, Хосе Антонио де Доностиа, Жоао де Соуза Лима. Публиковался как музыкальный критик в журнале Monde Musical. В 1927 г. заменил умершего Макса Эшига во главе музыкального издательства Eschig.
В обширном композиторском наследии Коольса наибольший успех выпал на долю Симфонии до минор op. 59, исполненной в 1907 году Оркестром Колонна. Ему принадлежат также симфоническая поэма «Смерть Шенье» (фр. La mort de Chénier), несколько музыкальных комедий, Поэма для фортепиано с оркестром, Поэма для альта с оркестром, Ноктюрн для скрипки с оркестром, многочисленные фортепианные пьесы, экзаменационные сочинения для консерватории, в том числе для тромбона и фагота. Коольс также много работал как аранжировщик и компилятор — в частности, переоркестровал ряд вальсов Иоганна Штрауса и составил из музыки Джоаккино Россини оперу «Бомарше» на сюжет из жизни знаменитого драматурга.
Дочери Коольса также стали пианистками: Жанин (ум. 1935), ученица Маргерит Лонг, первой исполнила «Воспоминания о бразильских лесах» Эйтора Вилла-Лобоса и «Пять впечатлений» Александра Тансмана, тогда как Дениз (1903—?) приобрела известность скорее своими стихотворениями.